# Nationalpolitische Erziehungsanstalt

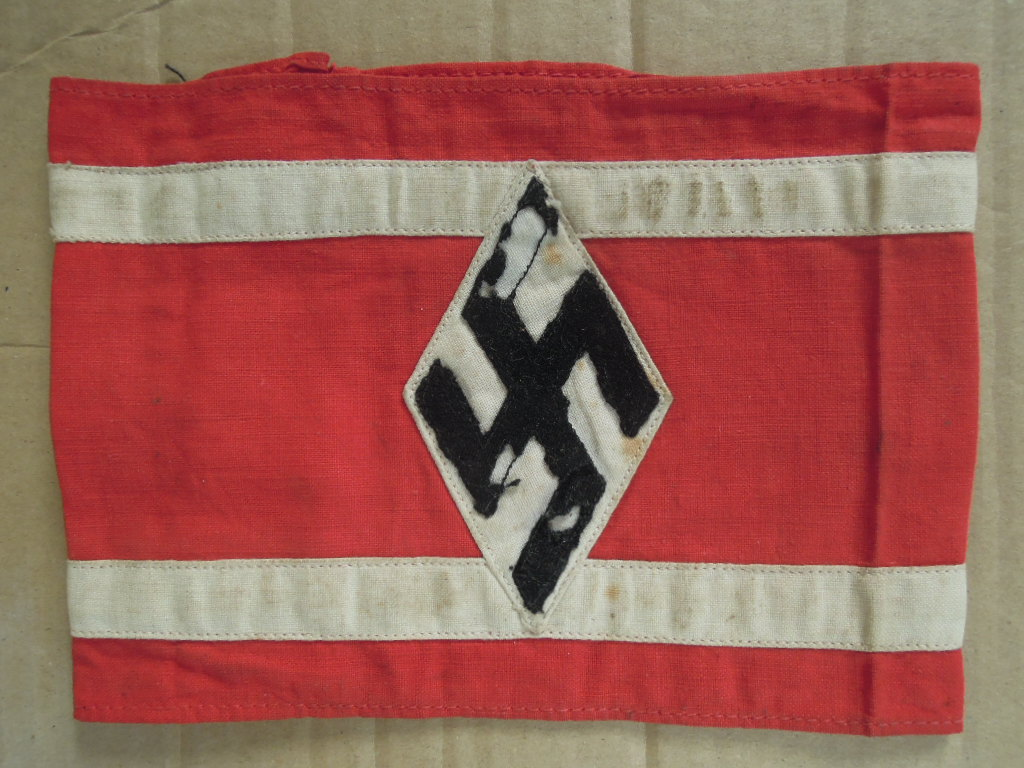
De armband van een NPEA-student.

Een Nationalpolitische Erziehungsanstalt, afgekort NPEA of ook wel: Napola – Nationalpolitische Lehranstalt (Nationaal-politieke Opvoedings- of Leerinstelling), was een SS-eliteschool in de tijd van het Derde Rijk. Deze scholen werden opgericht om jonge tienerjongens op te leiden tot toekomstige nazi-leiders. Om de Spartaanse opvoeding vol te kunnen houden werden de leerlingen vooraf streng geselecteerd op hun fysieke conditie, Arische afkomst en politieke gezindheid van hun ouders. Centraal in de opleiding stonden sport, tucht en discipline. De eerste reichsschule-internaten werden opgericht 1933 als cadeau voor Hitlers eerste verjaardag van diens kanselierschap. Volgens hem moest "de Duitse jeugd van de toekomst zo slank en rank zijn, zo snel als een windhond, zo taai als leer en zo hard als Krupp-staal".
Tussen 1933-1945 bezat nazi-Duitsland veertig napola-scholen waar vijftienduizend jongeren naar school gingen. Nederland telde twee Reichsschule, met name Reichsschule Koningsheide, vanaf 1942 voortgezet door Reichsschule Valkenburg en Reichsschule Heythuysen, bestemd voor meisjes. België kende slechts één Reichsschule, namelijk Reichsschule Flandern in Kwatrecht, opgericht in 1943. Het internaat werd er ingericht in een door de bezetter opgeëist gebouw dat toebehoorde aan de nonnen van de Congregatie van de Zusters van Liefde op de terreinen van het voormalige Instituut Mariagaard. Daar verbleven ongeveer honderd leerlingen van tien tot twaalf jaar oud.
Toen het einde van de nazi's in zicht was werden de leerlingen opgeroepen en naar het front gestuurd. Sommigen van hen waren onbewapend en ongeveer de helft kwam om het leven tijdens de gevechten.